# Ernesto Alonso
Ernesto Ramírez Alonso (Aguascalientes, 28 de febrero de 1917-México, D.F., 7 de agosto de 2007), conocido como Ernesto Alonso, fue un actor, director y productor de cine y televisión. 
Desempeñó un papel clave dentro de la historia de las telenovelas mexicanas llegando a producir 157 telenovelas, por lo cual fue conocido como «El Señor Telenovela». Era hermano del torero Alfonso Ramírez Alonso, «el Calesero» y tío del actor Jorge Vargas.

## Biografía
Ernesto Alonso nació el 28 de febrero de 1917 en la ciudad de Aguascalientes. Desde pequeño quiso ser actor. Inició su carrera estudiando teatro en Bellas Artes. A los veinte años trabajaba como extra en La Zandunga, única película que Lupe Vélez filmó en México. Su gran oportunidad le llegó cuando la compañía de teatro de las Hermanas Blanch pasó por Aguascalientes. Isabel y Anita Blanch le pidieron prestado al joven Ernesto un tocadiscos y al saber que soñaba  ser actor,  lo llevaron consigo a la Ciudad de México.
Ya en la capital del país, la Ciudad de México, Ernesto Alonso ingresa en el mundo del cine con La gallina clueca junto la actriz Sara García, esta obra resultó ser su primer gran proyecto en la década de los 40s. Aunque filma más de quince películas aquella época, su gran triunfo llega al final de esa década cuando encarna  a San Felipe de Jesús, mártir mexicano, en la película del mismo nombre. Los 50s afianzan su carrera de actor con filmes como Otra primavera, junto a Libertad Lamarque, donde interpreta a un esquizofrénico; la adaptación de la obra de Ibsen Casa de muñecas, junto a Marga López; y dos excelentes filmes dirigidos por el legendario Luis Buñuel: Abismos de pasión, una adaptación de Cumbres borrascosas de Emily Brontë, al lado de Lilia Prado e Irasema Dilian, y Ensayo de un crimen al lado de Miroslava Stern. En Los olvidados, la narración introductoria de la cinta corre a cargo de él.
Su primera participación en el medio del espectáculo fue en la película Papacito lindo de 1939 junto a Fernando Soler, su más grande papel en el cine fue interpretando a "Archibaldo de la Cruz" en Ensayo de un crimen y su última participación en cine fue en Coronación, película que protagonizó en 1976 junto a Carmen Montejo.
Destacó principalmente como productor y actor de telenovelas, su primer producción fue Cuidado con el ángel en 1959 fue protagonizada por Amparo Rivelles, Guillermo Aguilar y Ofelia Guilmáin, mientras que su última telenovela fue Barrera de amor con Yadhira Carrillo y Sergio Reynoso en el año de 2005.
Entre sus más exitosos melodramas se encuentran El derecho de nacer, Tú o nadie, El maleficio, Bodas de odio, De pura sangre, La otra y Amarte es mi pecado.
Ha sido el único productor de las llamadas "Telenovelas históricas" cuyas tramas y argumentos relataban distintos hechos de la historia de México como la independencia, la revolución y la guerra de Reforma, Algunos de estos melodramas fueron: Senda de gloria, Los Caudillos, El carruaje, La tormenta, El vuelo del águila y La antorcha encendida.
Fue recordado, junto a otras estrellas, por Televisa en el Televisa In Memoriam 2007.
Entra al mundo de la televisión en 1960. La telenovela mexicana de los ´60 será su creación. Como actor trabaja en diez telenovelas, logrando en 1969 una de sus mejores caracterizaciones en Más allá de la muerte, una historia de época donde un hombre que pierde a su esposa, se obsesiona con la sobrina de esta. En las telenovelas,  Ernesto Alonso explora otras facetas  como  director y productor, incluso fue el maestro de los productores Carla Estrada, Lucy Orozco y Carlos Sotomayor.
Es él quien lleva a la pequeña pantalla la obra de Caridad Bravo Adams; hace adaptaciones de famosas obras literarias; inventa el género de época con Corazón salvaje, la producción histórica con Maximiliano y Carlota, e incluso la biografía telenovelada con Sor Juana Inés de la Cruz. También dirige más de treinta de sus producciones.
Como actor conmovería en Cartas sin destino, interpretando a un viejo fracasado que sirve de Cyrano a un joven taxista y se enamora de la destinataria de sus cartas; aterrorizó como el satánico mafioso Enrique de Martino en la telenovela El maleficio, siendo el villano principal, misma que realizó una versión cinematográfica con Lucía Méndez; y sorprendió en un doble papel como un perverso empresario y su místico gemelo en Lo blanco y lo negro (su último  protagónico). A partir de 1990 se dedicó de lleno a producir las telenovelas, aunque  hace una participación especial en 1995 en Bajo un mismo rostro por ser la primera producción de Humberto Zurita y Christian Bach.
En 1996 produce la última telenovela histórica para Televisa titulada La antorcha encendida, versión moderna de Los Caudillos, protagonizada por Humberto Zurita, Leticia Calderón, Christian Bach, Juan Peláez, Ernesto Laguardia, Roberto Ballesteros, René Casados, Sergio Reynoso y María Rojo y antagonizada por Juan Ferrara, Ofelia Guilmáin, Julieta Rosen, Enrique Rocha, Ari Telch, Sergio Klainer y Lorenzo de Rodas.
En el nuevo milenio interpretó a un sacerdote en  Abrázame muy fuerte (2000-2001), y al abad de un monasterio en Entre el amor y el odio (2002). A sus noventa años, Alonso siguió activo con sus éxitos, como la  trilogía compuesta por La otra, Amarte es mi pecado, y Barrera de amor, en donde Yadhira Carrillo hizo sus primeros roles estelares; y utilizó como escritores de cabecera a Liliana Abud, Jaime García Estrada y Orlando Merino y en la dirección de escena a Benjamín Cann y Raúl Araiza.
Desde su inicio en las telenovelas, Ernesto Alonso era reconocido por apadrinar nuevos talentos y darles sus primeros estelares a muchos reconocidos actores, entre ellos Jorge Rivero, Eduardo Yáñez, su sobrino Jorge Vargas, y otros. Al recibir un premio TVyNovelas por Apuesta por un amor, Fabián Robles agradeció al señor Alonso por haberle dado la oportunidad de entrar en el mundo de las telenovelas.
La contribución y calidad humana de Alonso, fue  reconocida  por gente de todas las generaciones: era amigo de nuevos actores como lo fue de grandes artistas del pasado. Su amistad con María Félix fue legendaria (la convenció de hacer la única telenovela en la que Félix participaría:  La Constitución). Otra gran amistad fue con la actriz Miroslava Stern, quien se suicidó en 1955 (según el propio Alonso, la actriz le confesó una larga depresión que la llevó a tan trágica decisión, y mientras rodaban Ensayo de un crimen, le dijo que si no lo hacía durante la película era por la amistad hacia él).
El fallecimiento del llamado "Señor Telenovela" cerró una etapa en la historia del género, con un sello único de calidad que Ernesto Alonso impuso a la telenovela mexicana. Ernesto Alonso, destacado actor y productor mexicano, falleció el 7 de agosto de 2007, a consecuencia de complicaciones derivadas de una neumonía. Sus restos mortales descansan en el Panteón Francés de la Piedad, un lugar emblemático que alberga a numerosas figuras ilustres de la cultura mexicana. A pesar de su partida, el legado artístico de Alonso continúa vivo, sirviendo de inspiración para nuevas generaciones de creadores. Hasta la fecha, se han realizado múltiples adaptaciones de sus célebres obras, evidenciando su impacto perdurable en el mundo del entretenimiento. Un ejemplo reciente es el anuncio por parte de Televisa de un remake de su aclamada telenovela "El Maleficio", lo que subraya la relevancia de su trabajo en la actualidad y su influencia en la industria televisiva.

## Trayectoria como productor
- Barrera de amor (2005-2006)
- Amarte es mi pecado (2004)
- La otra (2002)
- El precio de tu amor (2000-2001)
- Laberintos de pasión (1999-2000)
- Desencuentro (1997-1998)
- La antorcha encendida (1996)
- El vuelo del águila (1994-1995)
- Triángulo (1992)
- La sonrisa del diablo (1992)
- Atrapada (1991-1992)
- Yo compro esa mujer (1990)
- Un rostro en mi pasado (1989-1990)
- Lo blanco y lo negro (1989)
- Nuevo amanecer (1988-1989)
- Encadenados (1988-1989)
- Victoria (1987-1988)
- Senda de gloria (1987)
- El precio de la fama (1987)
- Herencia maldita (1986-1987)
- El engaño (1986)
- De pura sangre (1985-1986)
- Tú o nadie (1985)
- Angélica (1985)
- La traición (1984-1985)
- Tú eres mi destino (1984)
- Bodas de odio (1983-1984)
- El maleficio (1983-1984)
- En busca del paraíso (1982-1983)
- El amor nunca muere (1982)
- Al final del arco iris  (1982)
- El derecho de nacer (1981-1982)
- Quiéreme siempre (1981-1982)
- Extraños caminos del amor (1981-1982)
- Aprendiendo a amar (1980-1981)
- Al rojo vivo (1980-1981)
- Secreto de confesión (1980)
- Conflictos de un médico (1980)
- Muchacha de barrio (1979-1980)
- El enemigo (1979)
- Una mujer marcada (1979-1980)
- Amor prohibido (1979)
- Bella y bestia (1979)
- Yara (1979)
- Cumbres Borrascosas (1979-1980)
- Cartas para una víctima (1978)
- Pecado de amor (1978-1979)
- Pasiones encendidas (1978-1979)
- Pacto de amor (1977-1978)
- Corazón salvaje (1977-1978)
- Mundos opuestos (1976-1977)
- Mañana será otro día (1976-1977)
- Lo imperdonable (1975-1976)
- Paloma (1975)
- El milagro de vivir (1975-1976)
- El manantial del milagro (1974)
- El chofer (1974-1975)
- La tierra (1974-1975)
- Ana del aire (1974)
- La hiena (1973-1974)
- Entre brumas (1973)
- Extraño en su pueblo (1973-1974)
- Cartas sin destino (1973)
- Las gemelas (1972)
- Las fieras (1972)
- Velo de novia (1971)
- El derecho de los hijos (1971)
- Las máscaras (1971)
- Muchacha italiana viene a casarse (1971-1973)
- La cruz de Marisa Cruces (1970-1971)
- La sonrisa del diablo (1970)
- La Constitución (1970)
- Yo sé que nunca (1970)
- El diario de una señorita decente (1969)
- Mi amor por ti (1969)
- Puente de amor (1969-1970)
- No creo en los hombres (1969)
- Más allá de la muerte (1969)
- El retrato de Dorian Gray (1969)
- Sin palabras (1969)
- Los Caudillos (1968)
- En busca del paraíso (1968)
- Leyendas de México (1968)
- Águeda (1968)
- El padre Guernica (1968)
- Frontera (1967)
- Amor en el desierto (1967)
- Sueña conmigo, Donaji (1967)
- El juicio de nuestros hijos (1967)
- Estafa de amor (1967)
- Entre sombras (1967)
- Lágrimas amargas (1967)
- Un color para tu piel (1967)
- Deborah (1967)
- Lo prohibido (1967)
- Más fuerte que tu amor (1966)
- El patio de Tlaquepaque (1966)
- Cristina Guzmán (1966)
- La razón de vivir (1966)
- Corazón salvaje (1966)
- El despertar (1966)
- Amor y orgullo (1966)
- Espejismo brillaba (1966)
- La búsqueda (1966)
- El derecho de nacer (1966)
- Tú eres un extraño (1965)
- Puente de cristal (1965)
- La mentira (1965)
- El refugio (1965)
- Secreto de confesión (1965)
- Abismo (1965)
- Maximiliano y Carlota (1965)
- Valeria (1965)
- Una mujer (1965)
- Llamada urgente (1965)
- Marina Lavalle (1965)
- Cumbres Borrascosas (1964)
- Historia de un cobarde (1964)
- Apasionada (1964)
- Desencuentro (1964-1965)
- La mujer dorada (1964)
- La vecindad (1964)
- Gabriela (1964)
- México 1900 (1964)
- Grandes ilusiones (1963)
- Agonía de amor (1963)
- Destino (1963)
- Tres caras de mujer (1963)
- Las modelos (1963)
- Doña Macabra (1963)
- Adiós, amor mío  (1962)
- La cobarde (1962)
- El caminante (1962)
- Mujercitas (1962)
- Marcela (1962)
- Borrasca (1962)
- Prisionera (1962)
- La actriz (1962)
- Sor Juana Inés de la Cruz (1962)
- Encadenada (1962)
- Las momias de Guanajuato (1962)
- Janina (1962)
- La gloria quedó atrás (1962)
- Vida robada (1961)
- La Leona (1961)
- Divorciadas (1961)
- Marianela (1961)
- El enemigo (1961)
- Niebla (1961)
- Estafa de amor (1961)
- La brújula rota (1961)
- Las gemelas (1961)
- Dos caras tiene el destino (1960)
- Murallas blancas (1960)
- La casa del odio (1960)
- Cartas de amor (1960)
- Espejo de sombras (1960)
- El otro (1960)
- Cuidado con el ángel (1959)

## Trayectoria como actor

### Películas
- A propósito de Buñuel (2000).... él mismo (documental) (coproducción con España, Francia y los Estados Unidos)
- El maleficio II (Los enviados del infierno) (1986).... Enrique de Martino
- México de mis amores (1979).... narrador
- Coronación (1976).... Andrés Ávalos
- La torre de marfil (1958).... Raymundo
- Con quién andan nuestras hijas (1956).... Don Eduardo Ríos
- Ensayo de un crimen (1955).... Archibaldo de la Cruz
- Maternidad imposible (1955)
- Una mujer en la calle (1955).... José Luis
- Abismos de pasión (1954).... Eduardo
- Casa de muñecas (1954).... Dr. Eduardo Anguiano
- Orquídeas para mi esposa (1954).... Ricardo del Río
- Reportaje (1953).... Médico
- La cobarde (1953).... Arturo
- Mujer de medianoche (1952).... Hugo
- El puerto de los siete vicios (1952).... El Mirlo
- La mujer sin lágrimas (1951).... Carlos
- Trotacalles (1951).... Rodolfo o Rudy
- Los olvidados (1950).... voz al comienzo de la película
- Mala hembra (1950)
- Las joyas del pecado (1950)
- Otra primavera (1950).... Arturo Montesinos
- San Felipe de Jesús (1949).... San Felipe de Jesús
- La dama del velo (1949).... Lic. Cristóbal Gómez Peña
- El precio de la gloria (1949).... Alberto Reyes
- El gallero (1948).... Trinidad
- Crimen en la alcoba (1946).... Federico Alarcón
- La mujer de todos (1946).... Carlos
- Bodas trágicas (1946).... Octavio
- La pajarera (1945).... Bernardo
- El monje blanco (1945).... fray Can
- El jagüey de las ruinas (1945).... Ramón
- Marina (1945).... Pascual
- La corte de faraón (1943).... Micelino
- El globo de Cantolla (1943), desarrolló el papel del novio de María
- El jorobado (1943), desarrolló el papel de Felipe de Gonzaga
- El padre Morelos (1943)
- La virgen que forjó una patria (1942), desarrolló el papel del Capitán Ignacio Allende.
- Historia de un gran amor (1942), desarrolló el papel de Sacristán.
- La gallina clueca (1941), desarrolló el papel de Roberto
- Papacito lindo (1939), desarrolló el papel de extra
- La Zandunga (1937), desarrolló el papel de extra

### Telenovelas
- Entre el amor y el odio (2002).... Padre Abad
- Abrázame muy fuerte (2000-2001)  .... Padre Bosco
- Bajo un mismo rostro (1995).... Melchor Saldívar
- Lo blanco y lo negro (1989).... Ángel de Castro/Silvio de Castro
- El maleficio (1983-1984).... Enrique de Martino
- Aprendiendo a amar (1980-1981).... César Peñaranda
- Pecado de amor (1978-1979).... Miguel Ángel
- Corazón salvaje (1977-1978).... Narrador
- Mundos opuestos (1976-1977).... Claudio de la Mora
- La tierra (1974-1975).... Don Antonio
- Cartas sin destino (1973).... Don Marcelo
- La Constitución (1970).... Belisario Domínguez
- Puente de amor (1969-1970)
- Más allá de la muerte (1969).... Octavio Durán
- Leyendas de México (1968).... Don Juan Manuel (Episodio: "La Calle de Don Juan Manuel")
- Cristina Guzmán (1966).... Gabriel
- Tres caras de mujer (1963).... Claudio
- Las modelos (1963).... Emilio
- La cobarde (1962).... Arturo
- Las momias de Guanajuato (1962)
- La Leona (1961)
- Niebla (1961)
- Cartas de amor (1960)

## Trayectoria como director
- Cumbres Borrascosas (1979)
- El enemigo (1979)
- Muchacha de barrio (1979-1980)
- La hiena (1973-1974)
- El carruaje (1972)
- Muchacha italiana viene a casarse (1971)
- Velo de novia (1971)
- La Constitución (1970)
- El retrato de Dorian Gray (1969)
- No creo en los hombres (1969)
- Sin palabras (1969)
- Estafa de amor (1968)
- Deborah (1967)
- La tormenta (1967)
- Entre sombras (1967)
- Frontera (1967)
- Corazón salvaje (1966)
- Cristina Guzmán (1966)
- El derecho de nacer (1966)
- Espejismo que brillaba (1966)
- Más fuerte que tu amor (1966)
- El abismo (1965)
- El refugio (1965)
- La mentira (1965)
- Maximiliano y Carlota (1965)
- Secreto de confesión (1965)
- Apasionada (1964)
- La vecindad (1964)
- Gabriela (1964)
- Doña Macabra (1963)
- Tres caras de mujer (1963)
- Adiós, amor mío (1962)
- Borrasca (1962)
- Janina (1962)
- La actriz (1962)
- La cobarde (1962)
- Mujercitas (1962)
- Sor Juana Inés de la Cruz (1962)
- Estafa de amor (1961)
- La Leona (1961)
- Vida robada (1961)
- Dos caras tiene el destino (1960)
- Espejo de sombras (1960)
- La casa del odio (1960)
- Cuidado con el ángel (1959)

## Premios y nominaciones

### Premios TVyNovelas
como productor
| Año  | Categoría        | Telenovela            | Resultado |
| ---- | ---------------- | --------------------- | --------- |
| 2004 | Mejor telenovela | Amarte es mi pecado   | Nominado  |
| 2003 | Mejor telenovela | La otra               | Ganador   |
| 2000 | Mejor telenovela | Laberintos de pasión  | Ganador   |
| 1997 | Mejor telenovela | La antorcha encendida | Nominado  |
| 1995 | Mejor telenovela | El vuelo del águila   | Nominado  |
| 1991 | Mejor telenovela | Yo compro esa mujer   | Nominado  |
| 1991 | Mejor producción | Yo compro esa mujer   | Ganador   |
| 1989 | Mejor telenovela | Encadenados           | Nominado  |
| 1988 | Mejor telenovela | Senda de gloria       | Nominado  |
| 1988 | Mejor telenovela | Victoria              | Nominado  |
| 1987 | Mejor telenovela | Herencia maldita      | Nominado  |
| 1986 | Mejor telenovela | De pura sangre        | Ganador   |
| 1986 | Mejor telenovela | Angélica              | Nominado  |
| 1986 | Mejor telenovela | Tú o nadie            | Nominado  |
| 1985 | Mejor telenovela | La traición           | Ganador   |
| 1984 | Mejor telenovela | Bodas de odio         | Ganador   |
| 1984 | Mejor telenovela | El maleficio          | Nominado  |
| 1983 | Mejor telenovela | El derecho de nacer   | Ganador   |

como actor
| Año  | Categoría          | Telenovela           | Resultado |
| ---- | ------------------ | -------------------- | --------- |
| 1990 | Mejor primer actor | Lo blanco y lo negro | Ganador   |
| 1984 | Mejor actor        | El maleficio         | Ganador   |

#### Otros
- Premio especial a la excelencia (2005)
- Trayectoria como pionero artístico (1986)
- Premio especial por trayectoria artística (1983)
- En 1992 recibe su estrella en el Paseo de las Luminarias de México.

### Premios INTE
| Año  | Categoría          | Trabajo nominado | Resultado |
| ---- | ------------------ | ---------------- | --------- |
| 2003 | Telenovela del año | La otra          | Nominada  |

- Instituto de Lenguas Indígenas (2005) Reconocimiento a Ernesto Alonso por mantener las lenguas indígenas en personajes que hablan en náhuatl en el melodrama Barrera de amor[9]

### Premios Heraldo
| Año  | Categoría        | Telenovela          | Resultado |
| ---- | ---------------- | ------------------- | --------- |
| 1995 | Mejor telenovela | El vuelo del águila | Ganador   |

### Premios La Maravilla
| Año  | Categoría        | Telenovela   | Resultado |
| ---- | ---------------- | ------------ | --------- |
| 1984 | Mejor telenovela | El maleficio | Ganador   |
| 1984 | Mejor villano    | El maleficio | Ganador   |

### Premios Ariel
| Año  | Categoría    | Película            | Resultado |
| ---- | ------------ | ------------------- | --------- |
| 2006 | Ariel de Oro | Trayectoria fílmica | Ganador   |
| 1956 | Mejor actor  | Ensayo de un crimen | Nominado  |

## Documentales
Ernesto Alonso, El genio de la Telenovela (2000). Dir. Arturo Pérez Velasco.